# The Crying Game (singolo)
The Crying Game è una canzone originariamente scritta da Geoff Stephens nel 1964.
Nel 1992 Boy George realizzò la propria versione, prodotta dai Pet Shop Boys, come colonna sonora per il film La moglie del soldato (The Crying Game).
Il brano raccolse un moderato successo e divenne il più grande successo che Boy George ottenne nell'immediato post-Culture Club. Classificatosi al 22º posto in madrepatria, il brano entrò anche nella Top20 della classifica americana e conquistò la vetta della classifica canadese.
La versione di Boy George venne inclusa anche nel film del 1994 Ace Ventura - L'acchiappanimali.

## Tracce
Vinile pubblicato in UK ed Europa
A. The Crying Game
B. I Specialise In Loneliness (edit)
Vinile con copertina rossa pubblicato negli USA
A. The Crying Game
B. Stand By Your Man (di Lyle Lovett)
CD singolo pubblicato in UK ed Europa
1.(A)The Crying Game (Extended Dance Mix)
2.(B1)The Crying Game
3.(B2)I Specialise In Loneliness (edit)
US 12" promo
A1. The Crying Game (Digifunky String Mix)
A2. The Crying Game (Digifunky Diva Dub)
A3. The Crying Game (Album Version)
B1. The Crying Game (Third Floor Trance Mix)
B2. The Crying Game (Third Floor Trance Dub)
B3. The Crying Game (DJ EFX's Tribal As A Mofo Mix)